# Јаребице (потпородица)
Јаребице (лат. Perdicinae) су потпородица породице фазана (Phasianidae) из реда кокоши (Galliformes). У потпородицу јаребица спада велики број врста јаребица, препелица и франколина.

## Опис и распрострањеност
Врсте из ове потпородице су птице станарице. Насељавају Стари свет и то Европу, Азију и Африку. Биљоједи су и хране се семењем. Средње су величине и гнезде се на тлу.

## Истраживања
Анализа ДНК је показала да су неке врсте јаребица и препелица из потпородице јаребица (Perdicinae) ближе неким врстама фазана или прашумских кокошки из потпородице фазана (Phasianinae) него другим врстама из потпородице јаребица.

## Родови и врсте
- Род Lerwa
  - Снежна јаребица
 (Lerwa lerwa)
- Род Tetraophasis
  - Вероова јаребица
 (Tetraophasis obscurus)
  - Сечењијева јаребица
 (Tetraophasis szechenyii)
- Род Tetraogallus
  - Кавкаска кока
 (Tetraogallus caucasicus)
  - Каспијска кока
 (Tetraogallus caspius)
  - Хималајска кока
 (Tetraogallus himalayensis)
  - Тибетанска кока
 (Tetraogallus tibetanus)
  - Алтајска кока
 (Tetraogallus altaicus)
- Род Alectoris
  - Арабијска јаребица
 (Alectoris melanocephala)
  - Јаребица Пржевалског
 (Alectoris magna)
  - Јаребица камењарка
 (Alectoris graeca)
  - Турска камењарка или јаребица чукара
 (Alectoris chukar)
  - Филбијева јаребица
 (Alectoris philbyi)
  - Афричка камењарка или берберска јаребица
 (Alectoris barbara)
  - Шпанска камењарка или црвена јаребица
 (Alectoris rufa)
- Род Ammoperdix
  - Персијска пешчарка или персијска пустињска јаребица
 (Ammoperdix griseogularis)
  - Египатска пешчарка или арапска пустињска јаребица
 (Ammoperdix heyi)
- Род Francolinus
  - Црни франколин
 (Francolinus francolinus)
  - Шарени франколин
 (Francolinus pictus)
  - Кинески франколин
 (Francolinus pintadeanus)
  - Сиви франколин
 (Francolinus pondicerianus)
  - Мочварни франколин
 (Francolinus gularis)
- Род Peliperdix
  - Латамов франколин или шумски франколин
 (Peliperdix lathami)
  - Коки франколин
 (Peliperdix coqui)
  - Белогрли франколин
 (Peliperdix albogularis)
  - Шлегелов франколин
 (Peliperdix schlegelii)
- Род Scleroptila
  - Огрличасти франколин
 (Scleroptila streptophora)
  - Сивокрили франколин
 (Scleroptila afra)
  - Црвенокрили франколин
 (Scleroptila levaillantii)
  - Финчов франколин
 (Scleroptila finschi)
  - Шелијев франколин
 (Scleroptila shelleyi)
  - Тресавски франколин
 (Scleroptila psilolaema)
  - Орањски франколин
 (Scleroptila levaillantoides)
- Род Dendroperdix
  - Капати франколин
 (Dendroperdix sephaena)
- Род Pternistis
  - Крљуштасти франколин
 (Pternistis squamatus)
  - Ахантски франколин
 (Pternistis ahantensis)
  - Сивопруги франколин
 (Pternistis griseostriatus)
  - Хилдебрантов франколин
 (Pternistis hildebrandti)
  - Двооструги франколин
 (Pternistis bicalcaratus)
  - Хејглинов франколин
 (Pternistis icterorhynchus)
  - Клапертонов франколин
 (Pternistis clappertoni)
  - Харвудов франколин
 (Pternistis harwoodi)
  - Анголски франколин
 (Pternistis swierstrai)
  - Камерунски франколин
 (Pternistis camerunensis)
  - Племенити франколин
 (Pternistis nobilis)
  - Џексонов франколин
 (Pternistis jacksoni)
  - Кестењастоглави франколин
 (Pternistis castaneicollis)
  - Џибутијски франколин
 (Pternistis ochropectus)
  - Етиопски франколин или еркелов франколин
 (Pternistis erckelii)
  - Хартлаубов франколин
 (Pternistis hartlaubi)
  - Црвенокљуни франколин
 (Pternistis adspersus)
  - Капски франколин
 (Pternistis capensis)
  - Наталски франколин
 (Pternistis natalensis)
  - Жутогрли франколин
 (Pternistis leucoscepus)
  - Сивогруди франколин
 (Pternistis rufopictus)
  - Црвеногрли франколин
 (Pternistis afer)
  - Свејнсонов франколин
 (Pternistis swainsonii)
- Род Perdix
  - Пољска јаребица
 (Perdix perdix)
  - Даурска јаребица
 (Perdix dauurica)
  - Тибетанска јаребица
 (Perdix hodgsoniae)
- Род Rhizothera
  - Шумска јаребица
 (Rhizothera longirostris)
  - Дулитска јаребица
 (Rhizothera dulitensis)
- Род Margaroperdix
  - Мадагаскарска јаребица
 (Margaroperdix madagascarensis)
- Род Melanoperdix
  - Црна јаребица
 (Melanoperdix nigra)
- Род Coturnix
  - Афричка плава препелица или сива препелица
 (Coturnix adansonii)
  - Кинеска препелица
 (Coturnix chinensis)
  - Кишна препелица
 (Coturnix coromandelica)
  - Харлекин препелица
 (Coturnix delegorguei)
  - Препелица
 (Coturnix coturnix)
  - Канарска препелица
 (Coturnix gomerae) †
  - Јапанска препелица
 (Coturnix japonica)
  - Новозеландска препелица
 (Coturnix novaezelandiae) †
  - Аустралијска препелица
 (Coturnix pectoralis)
  - Тасманијска препелица
 (Coturnix ypsilophora)
- Род Anurophasis
  - Снежна планинска препелица
 (Anurophasis monorthonyx)
- Род Perdicula
  - Прашумска препелица
 (Perdicula asiatica)
  - Камењарска препелица
 (Perdicula argoondah)
  - Шарена препелица
 (Perdicula erythrorhyncha)
  - Манипурска препелица
 (Perdicula manipurensis)
- Род Ophrysia
  - Хималајска препелица
 (Ophrysia monorthonyx)
- Род Xenoperdix
  - Xenoperdix obscuratus
  - Удзунгванска препелица
 (Xenoperdix udzungwensis)
- Род Arborophila
  - Брдска јаребица
 (Arborophila torqueola)
  - Сечуанска јаребица
 (Arborophila rufipectus)
  - Кестењастогруда јаребица
 (Arborophila mandellii)
  - Белочела јаребица
 (Arborophila gingica)
  - Риђогрла јаребица
 (Arborophila rufogularis)
  - Белообраза јаребица
 (Arborophila atrogularis)
  - Тајванска јаребица
 (Arborophila crudigularis)
  - Хајнанска јаребица
 (Arborophila ardens)
  - Јаванска јаребица
 (Arborophila javanica)
  - Сивогруда горска јаребица
 (Arborophila orientalis)
  - Смеђогруда горска јаребица
 (Arborophila brunneopectus)
  - Наранџастогрла јаребица
 (Arborophila davidi)
  - Кестењастоглава јаребица
 (Arborophila cambodiana)
  - Риђогруда јаребица или борнеанска горска јаребица
 (Arborophila hyperythra)
  - Црвенокљуна јаребица
 (Arborophila rubrirostris)
  - Зеленонога јаребица
 (Arborophila chloropus)
  - Огрличаста јаребица
 (Arborophila charltonii)
  - Суматранска јаребица
 (Arborophila sumatrana)
  - Вијетнамска јаребица
 (Arborophila merlini)
  - Сивогруда јаребица
 (Arborophila campbelli)
- Род Caloperdix
  - Циметаста јаребица
 (Caloperdix oculea)
- Род Haematortyx
  - Гримизноглава јаребица
 (Haematortyx sanguiniceps)
- Род Rollulus
  - Штраусова препелица
 (Rollulus roulroul)
- Род Bambusicola
  - Планинска бамбусова јаребица
 (Bambusicola fytchii)
  - Кинеска бамбусова јаребица
 (Bambusicola thoracica)
- Род Galloperdix
  - Црвена мамузаста кокошка
 (Galloperdix spadicea)
  - Шарена мамузаста кокошка
 (Galloperdix lunulata)
  - Шриланканска мамузаста кокошка
 (Galloperdix bicalcarata)